# Спектрограф високої роздільної здатності Ґоддарда

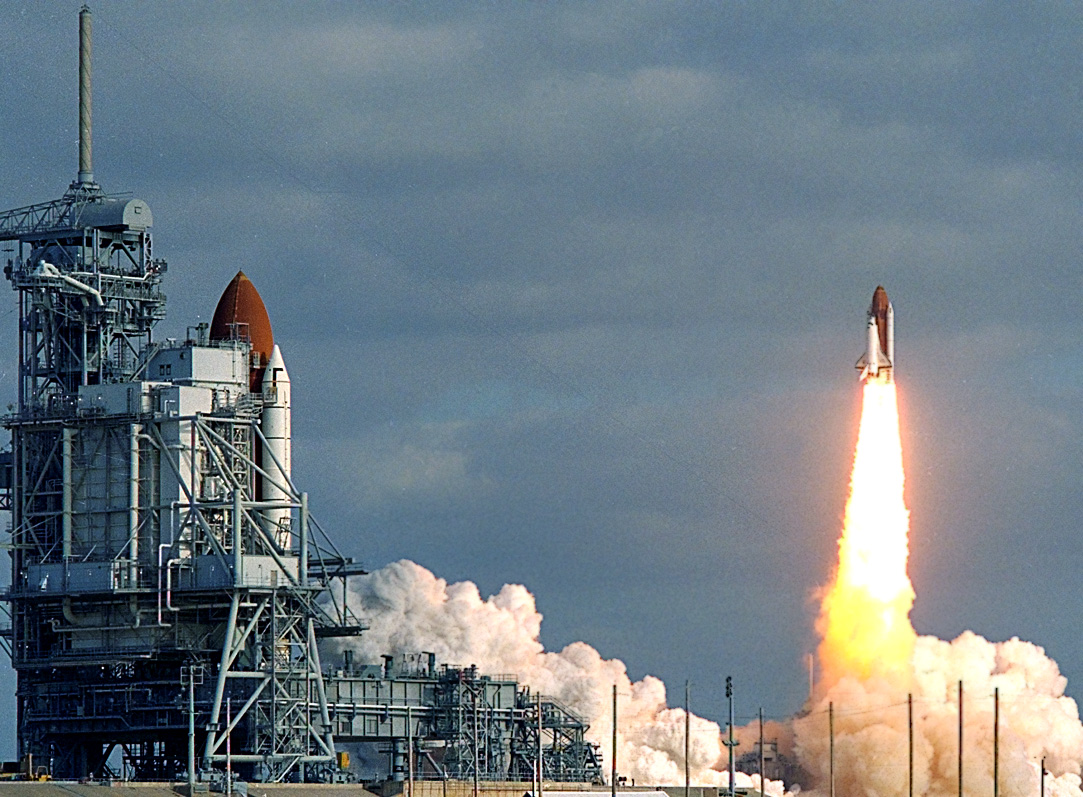
Космічний шаттл «Діскавері» вирушає на орбіту під час місії STS-31 1990 року з космічним телескопом «Габбл» та його набором інструментів, зокрема спектрографом високої роздільної здатності.

Спектрограф високої роздільної здатності Ґоддарда (англ. Goddard High Resolution Spectrograph, GHRS або HRS) — це спеціалізований прилад, який використовувався для дослідження ультрафіолетового випромінювання. Ультрафіолетове випромінювання — це тип електромагнітного випромінювання з коротшою довжиною хвилі, ніж видиме світло, тому воно не може бути спостережено неозброєним оком. Спектрографи, як GHRS, дають змогу астрономам вивчати ці невидимі хвилі, що дозволяє отримати цінну інформацію про різноманітні об'єкти в космосі, такі як гарячі зорі, галактики та міжзоряний газ. Використовуючи спектрограф, вчені можуть детально аналізувати хімічний склад, температуру, швидкість і навіть еволюцію космічних об'єктів. Спектрограф високої роздільної здатності Ґоддарда був встановлений на космічному телескопі Габбл під час його початкової конструкції. Прилад був запущений у космос 24 квітня 1990 року на борту космічного шаттла «Діскавері» (STS-31). Назва цього спектрографа була присвячена Роберту Ґоддарду, видатному пілоту ракет 20 століття, чия робота стала основою для розвитку космічних технологій.

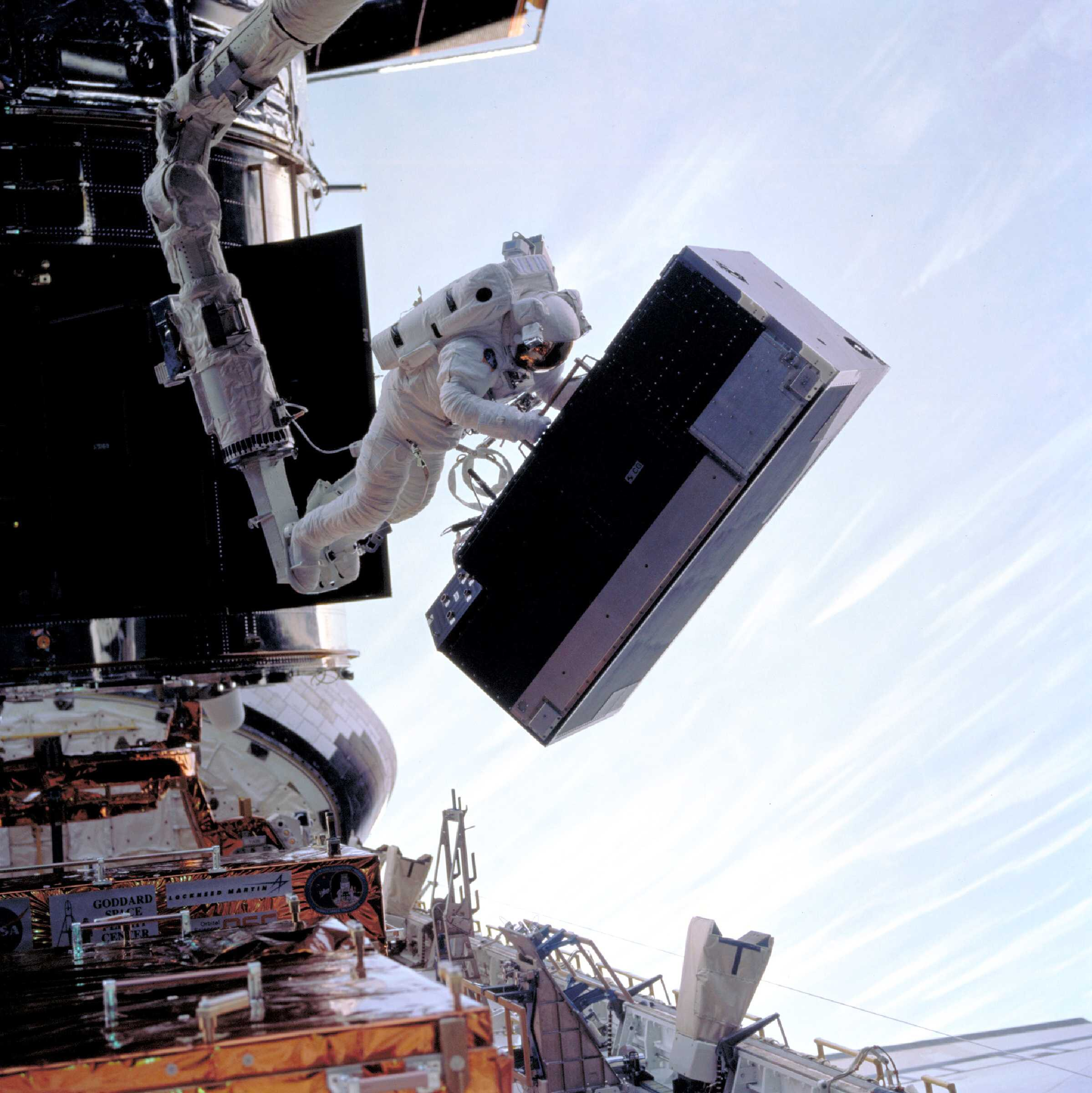
Знаття GHRS під час місії обслуговування STS-82

Одним із важливих результатів роботи спектрографа GHRS стало відкриття тонкої атмосфери на місяці Юпітера, Європі, у 1995 році. Виявилося, що ця атмосфера складається переважно з молекулярного кисню (O2). Тиск на поверхні атмосфери Європи становить лише 0,1 мкПа, що в 10−12 разів менше за атмосферний тиск на Землі.
Для порівняння, такий низький тиск означає, що атмосфера Європи дуже розріджена і не здатна підтримувати життєві процеси, подібні до тих, що відбуваються на Землі. Це робить атмосферу на Європі дуже відмінною від земної, де тиск дозволяє існувати рідким водам і підтримувати життя.
Спектрограф високої роздільної здатності Ґоддарда був знятий з космічного телескопа Габбл під час місії космічного обслуговування STS-82. Разом з ним був знятий і спектрограф тьмяних об'єктів (Faint Object Spectrograph). Вони були замінені двома новими приладами, які були встановлені під час цієї місії: камера ближнього інфрачервоного діапазону та багатофункціональний спектрограф (NICMOS) і Спектрограф зображення космічного телескопа (Space Telescope Imaging Spectrograph).

## Деталі інструменту
Спектрограф GHRS — це прилад, що працює в діапазоні довжин хвиль від 1150 до 3200 ангстрем (від 105 до 320 нм). Роздільна здатність приладу важлива для того, щоб зрозуміти, як чітко спектрограф може розрізняти різні спектральні лінії, тобто поділяти світло на його складові частини для детального вивчення. Вища роздільна здатність дає змогу отримати більш точну та детальну інформацію про об'єкти, які спостерігаються в космосі, такі як хімічний склад, температура та інші характеристики. Цей спектрограф здатен працювати з трьома рівнями роздільної здатності:
- Низька роздільна здатність: 2000
- Середня роздільна здатність: 25,000
- Висока роздільна здатність: 80,000